# Dieter Bohlen

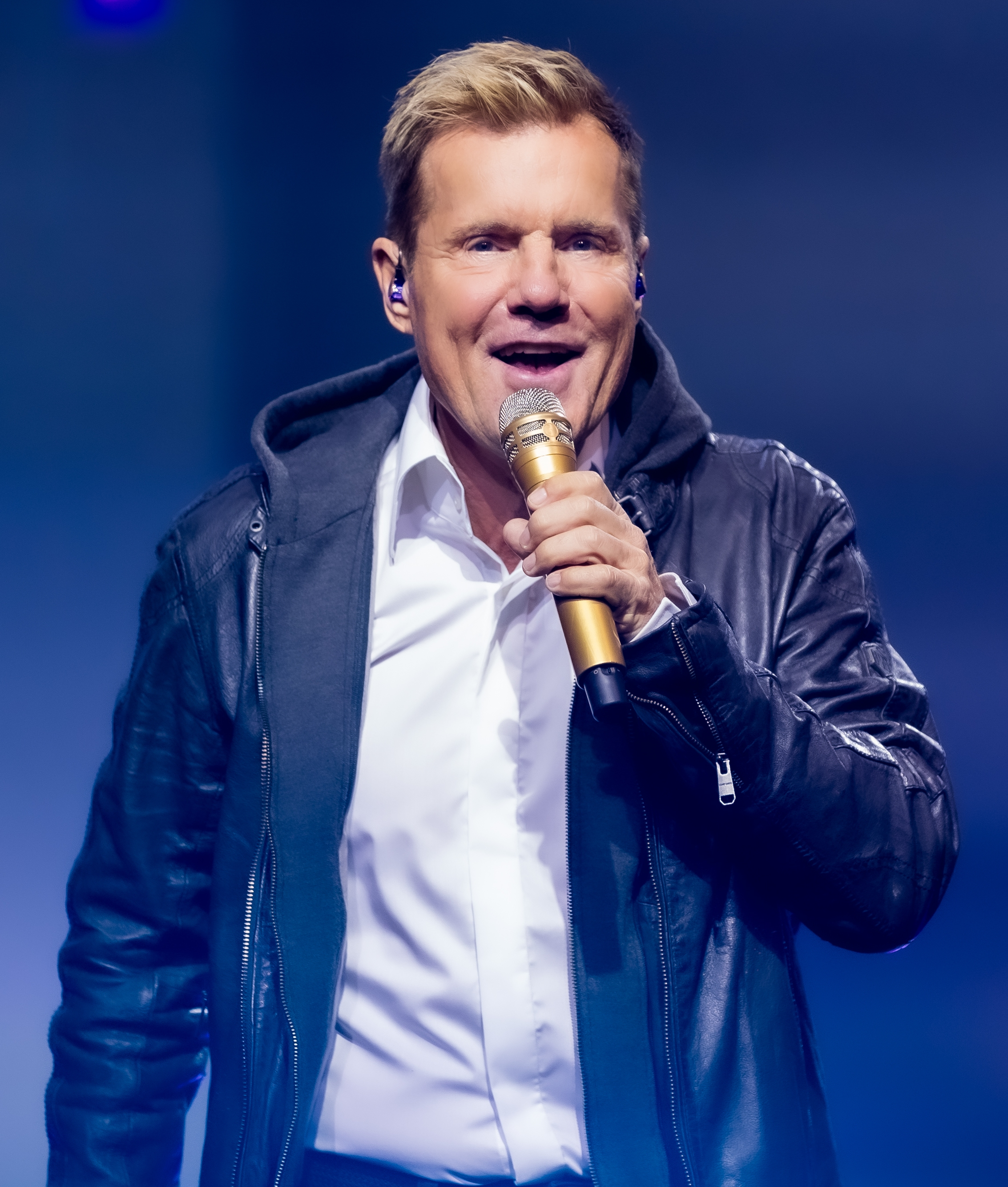
Dieter Bohlen (2019)

Dieter Bohlen (* 7. Februar 1954 als Dieter Günter Bohlen in Berne) ist ein deutscher Musikproduzent, Komponist, Songwriter und Sänger. 
Er wurde 1984 als Mitglied des Pop-Duos Modern Talking bekannt. Nach der ersten Auflösung des Duos 1987 gründete er das Projekt Blue System und hatte damit weitere Charterfolge. Von 1998 bis 2003 war er nochmals mit Modern Talking aktiv. Neben erfolgreichen Produktionen nationaler und internationaler Musiker ist er Jurymitglied der Casting-Sendungen Deutschland sucht den Superstar (DSDS) und Das Supertalent.

## Leben und Werk

### Kindheit und Jugend
Dieter Bohlen wurde 1954 im niedersächsischen Berne geboren und wuchs bei seinen Eltern Hans (* 1929) und Edith Bohlen (* 1936) und seiner Großmutter in Ostfriesland auf einem Bauernhof auf. Später zog die Familie in den Oldenburger Stadtteil Eversten. Bohlen war in seiner Jugend Mitglied der Sozialistischen Deutschen Arbeiterjugend (SDAJ) und kurzzeitig Mitglied der Deutschen Kommunistischen Partei (DKP) und ist heute parteilos. Nach dem Abitur am Wirtschaftsgymnasium der Berufsbildenden Schulen in Oldenburg-Haarentor zog Bohlen nach Rosdorf und studierte an der Georg-August-Universität in Göttingen auf Wunsch seiner Eltern Betriebswirtschaftslehre. Nach eigenen Angaben wurde er 1975 ausgemustert. Sein Studium schloss er 1978 als Diplom-Kaufmann ab.

### Musikalische Anfänge

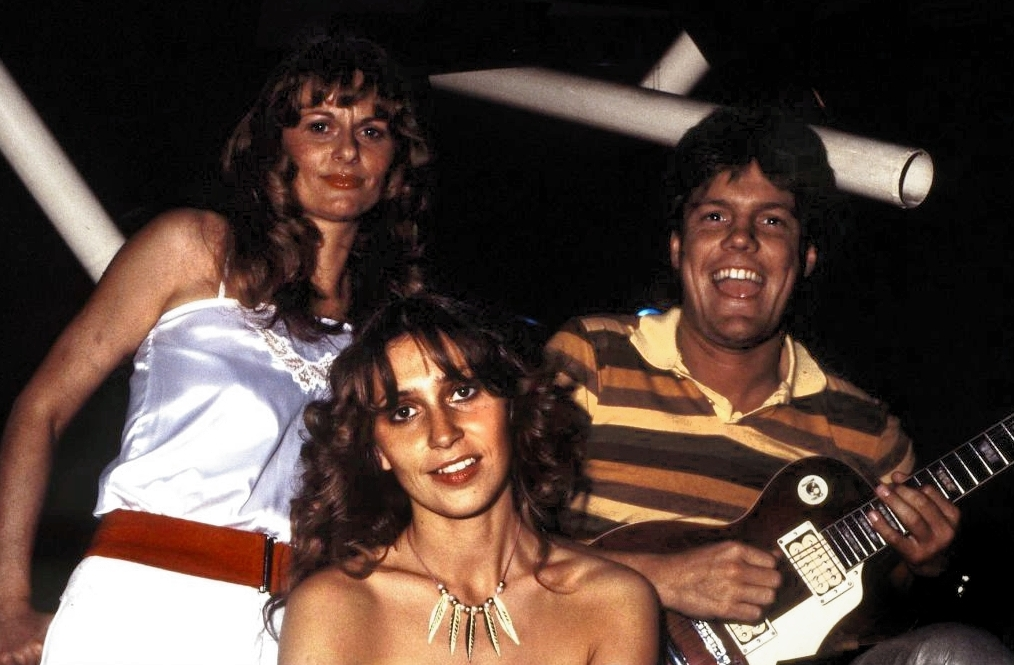
Sunday mit Bohlen (1981)

Bereits während seiner Schulzeit komponierte Bohlen Musik. Ab Ende der 1970er Jahre war er, angestellt beim Hamburger Musikverlag Intersong, als Komponist und Songschreiber für zahlreiche Schlagersänger tätig. Zusammen mit Holger Garbode gründete er das Duo Monza, für das Tony Hendrik 1978 die Single Hallo Taxi Nummer 10 schrieb und produzierte. Ab 1980 arbeitete Bohlen als Produzent für die Berliner Schallplattenfirma Hansa und als Solokünstler unter dem Pseudonym Steve Benson. Die erste Single hier hieß Don’t Throw My Love Away (1980). Es folgten zwei weitere Singles mit den Titeln Love Takes Time und (You’re a Devil With) Angel Blue Eyes. Keine dieser Platten schaffte es in die Top 100, was 1981 zur Auflösung des Projekts führte.
Im selben Jahr trat er der Formation Sunday bei, die mit Halé, Hey Louise Anfang 1982 einen Auftritt in der ZDF-Hitparade hatte. Ab 1982 schrieb Bohlen, der zu dieser Zeit im Hamburger Szenelokal Onkel Pö erstmals seinem Vorbild Falco begegnete, Songs für Bernhard Brink und Elmar Gunsch und war zudem auch Produzent bzw. Komponist für The Teens, Katja Ebstein und Bernd Clüver sowie für Andreas Cramer & Die Westkurven-Fans (Halé HSV). 1983 nahm er erstmals an der Vorentscheidung zum Grand Prix Eurovision de la Chanson teil; Bernd Clüver sang den von Bohlen geschriebenen Titel Mit 17 und belegte damit den dritten Platz.

### Erfolge als Produzent und Komponist

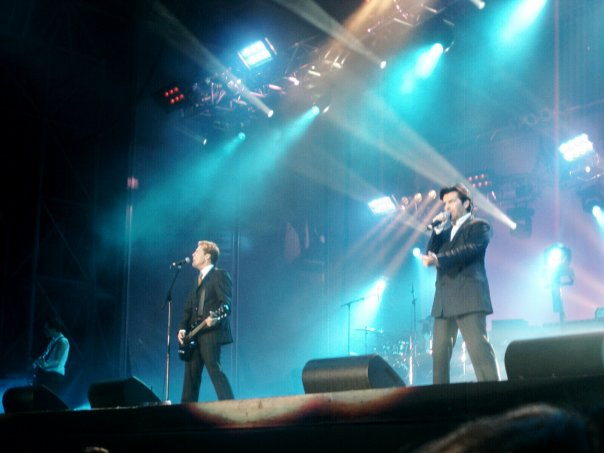
Modern Talking (2003)

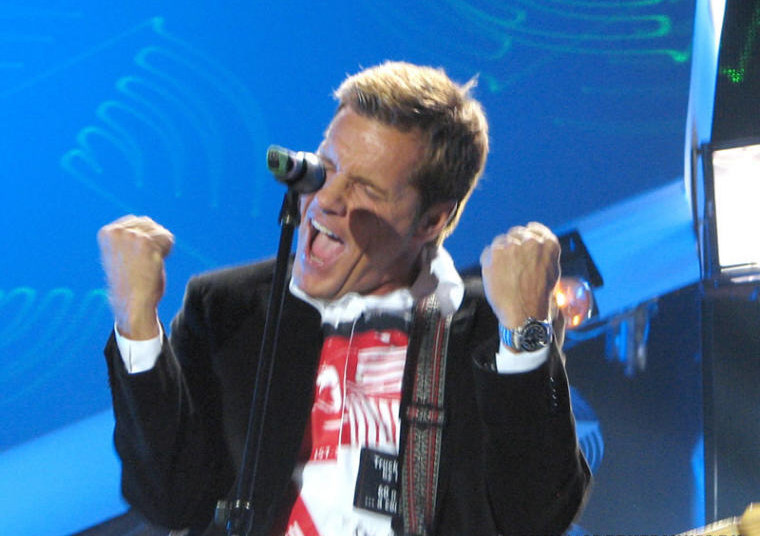
Dieter Bohlen (2006)

Nachdem Bohlen mit dem Schlagersänger Thomas Anders ab 1982 ohne Erfolg sechs Singles mit deutschen Texten veröffentlicht hatte, produzierte er ab Herbst 1984 das Bohlen/Anders-Duo Modern Talking. Die Gruppe belegte mit You’re My Heart, You’re My Soul, You Can Win If You Want, Cheri, Cheri Lady, Brother Louie und Atlantis Is Calling (S.O.S. for Love) fünf Mal Platz eins der deutschen Single-Charts und war auch in anderen europäischen sowie in asiatischen und afrikanischen Hitparaden erfolgreich. Als Toningenieur Bohlens wirkte Luis Rodriguez. Modern Talking trennte sich 1987 im Streit. Bohlen produzierte und schrieb danach für andere Interpreten, unter anderem für die von ihm entdeckte C. C. Catch (Heartbreak Hotel). Er trat unter dem Namen Blue System weiterhin selbst auf. 1998 fand Modern Talking wieder zusammen und gab in der Silvesternacht 2002 zwei Konzerte in Moskau, trennte sich aber 2003 erneut.
1986 schrieb Bohlen für mehrere Tatort-Episoden des Duisburger Kommissars Horst Schimanski die Filmmusik. In der Episode Der Tausch ist der von ihm geschriebene Song Midnight Lady zu hören, den der ehemalige Sänger von Smokie, Chris Norman interpretiert hatte. Der Song wurde ebenfalls ein Nummer-eins-Hit. Zwei Jahre später entstand für die Folge Gebrochene Blüten mit dem Titel Broken Heroes eine erneute Zusammenarbeit zwischen Norman und Bohlen. Im selben Jahr steuerte er mit seinem Musikprojekt Blue System im Tatort: Moltke den Titelsong Silent Water bei und übernahm einen Gastauftritt. Unter dem Pseudonym Howard Houston steuerte er für den letzten Schimanski-Tatort Der Fall Schimanski mit dem von Bonnie Tyler interpretierten Song Against the Wind letztmals die Titelmusik zum Tatort bei.
Für die elfteilige ZDF-Familienserie Rivalen der Rennbahn (1989) schrieb Bohlen die Titelmusik und produzierte den Soundtrack, der in Deutschland Platz zwei, in Österreich Platz vier und in der Schweiz Platz fünf in den Charts belegte. 1987 komponierte er die Titelmelodie zur ARD-Sportschau. 1989 gewann er mit seinen Liedern die Grand-Prix-Vorentscheidungen in Deutschland und Österreich. Nino de Angelo trat für Deutschland mit dem Lied Flieger an und belegte beim Grand Prix Platz 14. Thomas Forstner trat mit dem Titel Nur ein Lied für Österreich an und erreichte den fünften Platz. 1992 trat Tony Wegas für Österreich mit dem von Bohlen geschriebenen Song Zusammen geh’n beim Grand Prix an und belegte den zehnten Rang.
1997 beendete Bohlen sein Projekt Blue System, nachdem dessen letzte Veröffentlichungen in den Medien und vom Publikum nur noch sehr zurückhaltend angenommen worden waren. Im März 2006 erschien ein neues Album von Bohlen, das neben zwölf neuen und sechs alten Titeln auch die letzte nicht veröffentlichte Modern-Talking-Single Shooting Star und den Titelsong aus Dieter – Der Film, Gasoline, enthält. 2006 trat Bohlen bei der rumänischen Vorentscheidung zum Eurovision Song Contest 2006 als Produzent des Duos Indiggo mit dem Stück Be My Boyfriend an; es erreichte bei der Vorentscheidung den siebten Platz.
2010 erreichte das von Bohlen für die Sängerin Andrea Berg produzierte Album Schwerelos Platz eins der deutschen Albumcharts und wurde mit Dreifach-Platin ausgezeichnet. Das zweite von Bohlen für Berg produzierte Album Abenteuer konnte dieses 2011 ebenfalls erreichen. Bergs 2013 erschienenes Doppelalbum Atlantis enthält ebenso wie Seelenbeben aus dem Jahr 2016 teilweise Lieder von Bohlen. Für ihr Album Mosaik (2019) schrieb er Du musst erst fallen und Davon geht mein Herz nicht unter.
Um sich vor einer Zuordnung zu einer bestimmten Musikstilrichtung zu schützen, verwendete Bohlen, meist als Produzent, immer wieder wechselnde Pseudonyme, wie Art of Music, Dee Bass, Fabricio/Fabrizio Bastino, Jennifer Blake, Joseph Cooley, Marcel Mardello, Steve Benson, Ryan Simmons, Barry Mason, Atisha, David Bernhardt oder Projekte wie Mayfair, Monza, Foolish Heart, Countdown G.T.O., Hit the Floor oder Major T.

### Bühnencomeback
Im Juli 2019 brachte Bohlen unter dem Titel Dieter Feat. Bohlen – Das Mega Album ein Album als Sänger unter seinem Namen heraus, auf dem er unter anderem seine Hits mit Modern Talking und die von ihm produzierten DSDS-Siegertitel Take Me Tonight (2003), Now or Never (2007) und Call My Name (2011) interpretiert. Es platzierte sich in Deutschland auf Platz 4, in Österreich auf Platz 7 und in der Schweiz auf Platz 9 der Albumcharts. Im September 2019 gab er nach sechzehnjähriger Bühnenpause sein Comeback in der Zitadelle Spandau, wo er erstmals die Lieder des Albums sang.

### Musikstil
In den 1980er und 1990er Jahren produzierte er mit Modern Talking, Blue System und C. C. Catch Euro-Disco- und Eurodance-Titel mit charakteristischen Falsett-Passagen. Mit den Siegern der Sendung Deutschland sucht den Superstar konzentrierte er sich ebenso wie bei den Produktionen mit der Popsängerin Yvonne Catterfeld (unter anderem Für dich, 2003, und Du hast mein Herz gebrochen, 2004) und Chris Norman (unter anderem Midnight Lady, 1986) eher auf Pop-Balladen.
Der Urheberrechtsexperte Paul Hertin aus Berlin behauptete wiederholt, dass Bohlen mehrere Lieder „geklaut“ und somit gegen das Urheberrecht verstoßen habe. Bohlen soll zum Beispiel die Melodie aus dem Song What If von Babyface für die Produktion von Für dich für Yvonne Catterfeld verwendet haben. Aufgrund Hertins Gutachten bezüglich der Plagiatsvorwürfe leitete die Berliner Staatsanwaltschaft ein Ermittlungsverfahren gegen Bohlen ein, das eingestellt wurde.

### Blue Obsession Musikverlag
Bohlen ist Gründer des Musikverlags Blue Obsession, unter dem er seit 1991 Lieder veröffentlicht. Eine der ersten Veröffentlichungen war das Album Verliebte Jahre von Peter Alexander. Zunächst wurden die Lieder durch Warner/Chappell Music vertrieben; 2004 erfolgte der Wechsel zu BMG Music Publishing.

### Castingshows

#### Deutschland sucht den Superstar(DSDS)
2002 wurde Bohlen von Gerhard Zeiler mit der deutschen Version von Pop Idol beauftragt, und neben Thomas M. Stein, Shona Fraser und Thomas Bug Juror der RTL-Castingshow Deutschland sucht den Superstar (DSDS), in der er sich mit umstrittenen Kommentaren („Du singst wie ein Gartenzwerg auf Ecstasy“) präsentierte. Anfang 2003 nahm er mit den zehn Finalisten von DSDS die Single We Have a Dream auf, die in Deutschland zur meistverkauften Single des Jahres wurde. Auch das von Bohlen produzierte DSDS-Album United erwies sich als kommerziell erfolgreich.
Die Zusammenarbeit mit dem DSDS-Sieger Alexander Klaws und dem DSDS-Dritten Daniel Küblböck war kurzzeitig ein großer Erfolg, genauso wie die Zusammenarbeit mit Yvonne Catterfeld. Bohlen unterschrieb Werbeverträge mit Müller Milch, Makro Markt, S.Oliver, O₂, Wiesenhof, der Deutschen Bahn und Unilever. Er erhielt pro Staffel von DSDS eine Gage in Höhe von 1,2 Millionen Euro.
Die zweite Staffel von DSDS im Jahr 2004 konnte nicht an den Erfolg der ersten anknüpfen. Bohlen schrieb dennoch erneut zwölf Lieder für ein Album aller Finalisten mit dem Titel Magic of Music. Elli Erl, die Siegerin der zweiten Staffel, wollte nach ihrem von Bohlen geschriebenen Siegertitel This Is My Life nicht mehr mit ihm zusammenarbeiten, weil ihr sein Musikstil nicht gefiel. Die vierte Staffel, die Mark Medlock gewann, wurde im Frühjahr 2007 ausgestrahlt. Bohlen schrieb Medlocks Siegersong Now or Never und produzierte seine Alben Mr. Lonely, Dreamcatcher, Cloud Dancer und Club Tropicana. Zudem veröffentlichte Bohlen zusammen mit Medlock die Singles You Can Get It und Unbelievable.
2009 produzierte er den Siegertitel mit dem Gewinner der sechsten Staffel, Daniel Schuhmacher, der ein Nummer-eins-Hit wurde. In der siebten Staffel gewann 2010 Mehrzad Marashi; Bohlen schrieb und produzierte den Siegersong Don’t Believe. Auch in der achten Staffel ab Januar 2011 war er Mitglied der Jury. Er schrieb und produzierte Call My Name, mit dem es der Sieger Pietro Lombardi und die Zweitplatzierte Sarah Engels auf Platz eins und zwei der deutschen Single-Charts schafften.
Für Luca Hänni, der 2012 die neunte Staffel der Castingshow gewann, und den Zweitplatzierten Daniele Negroni schrieb er Don’t Think About Me. Die Single erreichte in der Schweiz nach vier Tagen Goldstatus und belegte in Deutschland, Österreich und der Schweiz Platz 1 der Charts. Für Hänni produzierte Bohlen auch dessen Debütalbum My Name Is Luca, das in Österreich und der Schweiz Platz 1 sowie in Deutschland Platz 2 der Charts belegte. Es wurde in der Schweiz und Österreich mit Gold ausgezeichnet.
Für die Siegerin der zehnten Staffel, Beatrice Egli, schrieb und produzierte er den Siegertitel Mein Herz. Das Lied stieg in der ersten Verkaufswoche auf Platz eins der deutschen, österreichischen und Schweizer Charts ein. Bohlen produzierte auch ihr Debütalbum Glücksgefühle. 2015 gewann Severino Seeger, der mit dem von Bohlen geschriebenen Siegertitel Hero of My Heart Platz 19 der deutschen Charts erreichte.
2016 war der Sieger Prince Damien; sein von Bohlen geschriebener Finalsong Glücksmoment erreichte Platz eins der deutschen Charts. 2018 hieß die Siegerin Marie Wegener, die mit ihrem von Bohlen geschriebenen Titel Königlich Platz 3 der deutschen Charts belegte. Bohlen produzierte auch ihr gleichnamiges Debütalbum. 2020 gewann Ramon Roselly mit den von Bohlen für die letzten vier Finalisten geschriebenen Lied Eine Nacht die 17. Staffel. Der Schlager erreichte ebenfalls Platz eins der deutschen Charts. Er produzierte auch Rosellys Album Herzenssache.
Im März 2021 gab RTL Bohlens Ausscheiden aus der Jury nach der 18. Staffel bekannt. 2023 kehrte Bohlen für die 20. Staffel zu DSDS zurück.

#### Das Supertalent
2007 saß Bohlen neben Ruth Moschner und André Sarrasani in der Jury der ersten Staffel der RTL-Castingshow Das Supertalent. In den folgenden Staffeln wechselten die Jurymitglieder; nur Bohlen war bis zur 14. Staffel stets dabei, bevor im März 2021 sein Ausscheiden aus der Jury bekanntgegeben wurde. In der 16. Staffel ist er jedoch wieder dabei.

### Bücher und Filme
Bohlens Autobiografie Nichts als die Wahrheit, die er in Zusammenarbeit mit der Bild-Journalistin Katja Kessler geschrieben hat, wurde im Herbst 2002 zu einem Bestseller und erhielt 2003 den Medienpreis Goldene Feder. Die Erstauflage des zweiten Buches des Autoren-Duos Bohlen und Kessler, Hinter den Kulissen, enthielt eine Vielzahl von Einzelheiten über verschiedene Prominente, etwa über das zunächst freundschaftliche Verhältnis zu Jens Riewa. Einige der Betroffenen (unter anderem sein ehemaliger musikalischer Partner Thomas Anders) erwirkten per einstweiliger Verfügung, dass der Verkauf der Erstauflage eingestellt und nur noch Fassungen ohne die von ihnen beanstandeten Behauptungen vertrieben werden durften. Der Produzent Frank Farian, den Bohlen 1985 auf Ibiza kennengelernt hatte, reagierte mit dem Buch Stupid dieser Bohlen.
Im März 2006 wurde der nach Bohlens Biografie gedrehte und ursprünglich fürs Kino vorgesehene satirische Zeichentrickfilm Dieter – Der Film von RTL ausgestrahlt. Bohlen synchronisierte sich nicht selbst, sprach aber den Erzähler. Regie führte Michael Schaack. 2008 veröffentlichte Bohlen das Buch Der Bohlenweg – Planieren statt Sanieren, das sich ernsthafter mit seiner Karriere befasst und als Ratgeber angelegt ist.

### Privatleben
1983 heirateten Bohlen und seine langjährige Freundin Erika Sauerland. Aus der Verbindung gingen zwei 1985 und 1988 geborene Söhne und eine 1990 geborene Tochter hervor. 1987 lernte er auf Mallorca bei den Dreharbeiten zu einem Musikvideo zum Blue-System-Lied Sorry Little Sarah die daran Mitwirkende Jeannette D. kennen, mit der er ein Verhältnis begann. 1989 trennte sich das Ehepaar Bohlen; die Kinder zogen mit der Mutter aus.
Im selben Jahr begann Bohlen eine Beziehung mit Nadja Abd el Farrag. 1990 zog er unter anderem aus steuerlichen Gründen nach Berlin-Grunewald. Er besaß dort ein Penthouse am Grunewald in der Nachbarschaft der Villa von Harald Juhnke, mit dem er sich anfreundete. Von 1991 bis 1993 lebte Bohlen in Quickborn, wo er ein Haus hatte. 1993 zog er nach Tötensen in der Gemeinde Rosengarten, wo er eine Villa mit Tonstudio und Pferdekoppel bewohnt.
1996 trennten sich Abd el Farrag und Bohlen, und er heiratete Verona Feldbusch. Die Ehe hielt einen Monat, Feldbusch gab als Scheidungsgrund an, von Bohlen geschlagen worden zu sein. Bohlen bestreitet diese Vorwürfe und räumte lediglich eine „Ausholbewegung im Affekt“ ein, nachdem Feldbusch ihm einen scharfkantigen Schlüssel ins Gesicht geworfen habe.
Von 1997 bis 2000 war Bohlen erneut mit Abd el Farrag liiert. Von 2001 bis August 2006 lebte er mit Estefania Küster (* 1979) zusammen, mit der er einen Sohn hat (* 2005). Im Sommer bewohnte das Paar ein Penthouse in Andratx auf Mallorca. Seit Herbst 2006 ist Bohlen mit Carina Walz (* 1984) liiert, mit der er eine Tochter (* 2011) und einen Sohn (* 2013) hat.

## Vermögen
2019 wurde Dieter Bohlen vom Manager Magazin mit einem geschätzten Vermögen von 250 Millionen Euro auf Platz 625 der Liste der reichsten Deutschen geführt.

## Diskografie als Interpret
Studioalben

| Jahr | Titel Musiklabel                                 | Höchstplatzierung, Gesamtwochen, AuszeichnungChartplatzierungen (Jahr, Titel, Musiklabel, Platzierungen, Wochen, Auszeichnungen, Anmerkungen) | Höchstplatzierung, Gesamtwochen, AuszeichnungChartplatzierungen (Jahr, Titel, Musiklabel, Platzierungen, Wochen, Auszeichnungen, Anmerkungen) | Höchstplatzierung, Gesamtwochen, AuszeichnungChartplatzierungen (Jahr, Titel, Musiklabel, Platzierungen, Wochen, Auszeichnungen, Anmerkungen) | Höchstplatzierung, Gesamtwochen, AuszeichnungChartplatzierungen (Jahr, Titel, Musiklabel, Platzierungen, Wochen, Auszeichnungen, Anmerkungen) | Anmerkungen                                                                  |
| Jahr | Titel Musiklabel                                 | DE | AT | CH | UK | Anmerkungen                                                                  |
| ---- | ------------------------------------------------ | --- | --- | --- | --- | ---------------------------------------------------------------------------- |
| 2007 | Dreamcatcher Columbia Records                    | DE2 Platin · (26 Wo.)DE | AT6 (9 Wo.)AT | CH14 (8 Wo.)CH | — | Erstveröffentlichung: 9. November 2007 Verkäufe: + 200.000; mit Mark Medlock |
| 2019 | Dieter feat. Bohlen – Das Mega Album! Sony Music | DE4 (6 Wo.)DE | AT7 (2 Wo.)AT | CH9 (4 Wo.)CH | — | Erstveröffentlichung: 5. Juli 2019                                           |

## Als Autor und Produzent
- Peter Alexander
- Thomas Anders
- Nino de Angelo
- Andrea Berg
- Vanessa Mai
- Lory Bianco
- Roy Black
- Blue System
- Errol Brown
- C. C. Catch
- Yvonne Catterfeld
- Bernd Clüver
- Beatrice Egli
- Millane Fernandez
- Thomas Forstner
- Luca Hänni
- Ricky King
- Alexander Klaws
- Daniel Küblböck
- Pietro Lombardi
- Mehrzad Marashi
- Al Martino
- Les McKeown
- Mark Medlock
- Modern Talking
- Daniele Negroni
- Chris Norman
- Ramon Roselly
- Marianne Rosenberg
- Semino Rossi[54]
- Daniel Schuhmacher
- Severino
- Isabel Soares
- Touché
- Twenty4tim[55]
- Bonnie Tyler
- Dionne Warwick
- Tony Wegas
- Marie Wegener
- Wildecker Herzbuben

## Auszeichnungen
Bohlen erhielt die Goldene Kamera und den Goldenen Löwen, außerdem
- 1985: Goldene Stimmgabel, Erfolgreichster Komponist und Produzent
- 1998: VIVA Comet – Lifetime Achievement Award
- 2001: Top of the Pops Award, Top Artist Germany
- 2003: Deutscher Bücherpreis, Zweiter bei der Publikumswahl
- 2003: Goldene Feder
- 2003: Media Control Award, 25 Jahre Media Control
- 2003: GQ Man of the Year
- 2003: Bambi, Pop National
- 2004: Echo-Preis, Bester Nationaler Produzent
- 2004: Echo-Preis, Single des Jahres (We Have a Dream)
- 2008: Platin-Otto, Lebenswerk

## Bibliografie
- mit Katja Kessler: Nichts als die Wahrheit. Heyne, München 2002, ISBN 3-453-86143-4. (Autobiografie)
- mit Katja Kessler: Hinter den Kulissen. Random House Entertainment, München 2003, ISBN 3-7645-0173-1; weitere Ausgabe bei BMG, Berlin 2003, ISBN 978-3-89830-698-0, auch als Hörbuch mit 5 CDs, ebenda, ISBN 3-89839-633-X.
- Meine Hammer-Sprüche. Heyne, München 2006, ISBN 3-453-60045-2.
- Nur die Harten kommen in den Garten! Der Weg zum Superstar. Heyne, München 2008, ISBN 978-3-453-60101-7.
- Der Bohlenweg – Planieren statt Sanieren. Heyne 2008, ISBN 978-3-453-15535-0; auch als Hörbuch bei Random House Audio, gesprochen von Dieter Bohlen, ISBN 978-3-86604-965-9.